# Песчаная буря (фильм, 2016)
Песча́ная бу́ря (ивр. סופת חול‎ Суфа́т холь, араб. عاصفة رملية‎) — арабоязычный израильский фильм 2016 года режиссёра Илит Зекцер о переходном возрасте бедуинской девушки Лейлы. Его показали в секции «Панорама» на 66-м Берлинском международном кинофестивале. На кинофестивале «Сандэнс» в 2016 году фильм получил приз Большого жюри в секции «Мировое драматическое кино». Был награждён в номинации «Лучший фильм» на премии Офир 2016, вследствие чего был выбран в качестве израильской заявки на лучший фильм на иностранном языке на 89-й кинопремии Оскар, но не был номинирован, таким образом не став 11-м израильским фильмом, вошедшим в шорт-лист Оскара.
Режиссёрский дебют Илит Зекцер.
Действие фильма происходит в бедуинской деревне на юге Израиля.

## Сюжет
В фильме рассказывается о жизни бедуинов, многоженстве, бесправии женщины. Огромной проблемой для современного Израиля является соединение современного мира мобильных телефонов и старых традиций: бедуинская девушка Лейла не имеет права водить машину и учиться без согласия своего отца Сулимана. Джалила, мать Лейлы, тоже бесправна, ведь муж может изгнать жену словом, и тогда она вынуждена будет уйти в дом своего отца опозоренная, с одной сумкой, оставив своих детей. Сулиман любит дочь, но права выбора мужа по душе (Лейле нравится Анвар) у Лейлы нет. Она согласится выйти замуж за того, кого избрал для неё отец, чтобы её мать не выгнали из дома. Отдельная сюжетная линия связана с женитьбой Сулимана на новой, второй жене. Надежда на изменение судьбы по своей воле есть только у младшей сестры Лейлы — Тасним.
Бедуины живут бок о бок с израильтянами, но что происходит в бедуинской общине израильтянам неведомо. Фильм дает возможность израильтянам узнать о том, что происходит в Израиле, в пустыне Негев, в XXI веке.

## Актёры
Главную героиню Лейлу сыграла арабо-израильская актриса Ламис Аммар, родом из Акко. Среди актёров нет бедуинов, потому что трансляция с экрана лица для бедуинов это табу. Ламис не бедуинка, она закончила в Хайфе арабскую христианскую школу, четыре года изучала актёрское мастерство в хайфском университете, а потом играла в театре при нём. В её актёрской судьбе была и работа в кукольном театре, и работа в театрах Рамаллы, Дженина, Хайфы.

## Актёрский состав
- Ламис Аммар[фр.] в роли Лейлы
- Руба Билаль-Асфур[фр.] в роли Джалилы, матери Лейлы
- Хайтам Омари в роли Сулеймана, отца Лейлы
- Хадиджа Аль-Акель в роли Тасним
- Джалаль Масарва в роли Анвара

## Производство фильма
Режиссёром фильма выступила молодая израильтянка, уроженка Нетании, Илит Зекцер.
Она работала над фильмом двенадцать лет, посещая одну за другой бедуинские деревни, живя в них и проникаясь их духом и правилами.
К теме бедуинов она обратилась благодаря своей маме- фотографу. Фотографии матери вдохновили дочь на постижение патриархального общества бедуинов.